# Брюс, Изабелла
Изабелла Брюс (Изабель; англ. Isabella de Brus (Bruce); ок. 1272—1358) — королева-консорт Норвегии, жена Эйрика II Магнуссона.

## Биография

### Политическая ситуация
Изабелла родилась в Каррике, Шотландия. Её родителями были Роберт де Брус, 6-й лорд Аннандейла и Марджори, графиня Каррика. Среди её братьев были Роберт Брюс, король Шотландии и Эдуард Брюс, который недолгое время был королём Ирландии. В 1293 году в возрасте 21 года она вместе с отцом отправилась в Норвегию вышла замуж за короля Эйрика в Бергене.
Изабелла была второй женой короля Эйрика, он ранее был женат на дочери короля Шотландии Александра III, Маргарет Шотландской, умершей в родах в 1283 году. Спустя три года, когда король Александр умер, его внучка — дочь Эйрика Маргарет Норвежская Дева — стала наследницей престола Шотландии. Король Эйрик устроил брак своей дочери с сыном английского короля Эдуарда I, Эдуардом. Этому созу не суждено было сбыться из-за смерти девочки в 1290 году. Смерть королевы Маргарет оставила Шотландию без монарха на милость Эдуарда I.
Вскоре Джон «Пустой камзол» попытался захватить шотландский трон с помощью Джона Комина, известного как  «Рыжий Комин». Дом Брюсов удержал крепости в Галлоуэе и сражался во имя Норвежской Девы (Маргарет), подавив восстание с помощью многих влиятельным домов, такими как Стюарты. В 1293 году, когда Изабелла была королевой Норвегии, её брат был одним из претендентов на шотландский престол. Брюсы вступили в союз с королём Эдуардом против короля Джона «Пустого камзола» и его союзника Комина. В 1306 году Роберт Брюс был избран королём Шотландии. Британский историк Барроу заметил, что возобновлённый союз короля Эйрика с Шотландией «укрепил дружеские отношения, которые связывали его с английским королём».

### Дальнейшая жизнь
Изабелла овдовела в 26 лет, когда в 1299 году умер король Эйрик. Эйрику наследовал его брат, король Хакон V, который правил до своей смерти в 1319 году. Изабелла никогда повторно не выходила замуж, несмотря на то, что пережила мужа на 59 лет. У них была одна дочь, Ингеборга Эйриксдоттер Норвежская, которая сначала была обручена с Джоном II, графом Оркнейским, а в 1312 году вышла замуж за Вальдемара Магнуссона Шведского, герцога Финляндского. Изабелла сама организовала обе помолвки.
Она не вернулась в Шотландию и прожила в Бергене, Норвегия, всю оставшуюся жизнь и умерла там. О её жизни как королевы мало что известно, однако её деятельность как вдовствующей королевы хорошо задокументирована. Изабелла участвовала во многих официальных мероприятиях и церемониях и была очень влиятельна. У неё были хорошие отношения с клириками Бергена, делала пожертвования церкви, а в 1324 году получила от церкви несколько домов. В 1339 году король помиловал заключенного по ее просьбе. Она поддерживала переписку со своей сестрой Кристиной Брюс и отправила солдат для её поддержки. В 1357 году, за год до собственной смерти, она была упомянута в завещании своей дочери Ингеборги, герцогини Уппланда, Эланда и Финляндии.